# 2006년 동계 올림픽 미국령 버진아일랜드 선수단
2006년 동계 올림픽 미국령 버진아일랜드 선수단은 이탈리아 토리노에서 개최된 2006년 동계 올림픽에 참가한 올림픽 미국령 버진아일랜드 선수단이다. 그러나 루지에 참가한 앤 애버내시 선수가 훈련 도중 손목에 부상을 입어 출전 할 수 없게 되었다.

## 같이 보기
- 올림픽 미국령 버진아일랜드 선수단

## 참조
- 올림픽 공식 결과 보관됨 2012-02-04 - 웨이백 머신